# Norwegische Meisterschaften im Biathlon 2007
Die Norwegischen Meisterschaften im Biathlon 2007 fanden zwischen dem 28. März und dem 1. April 2007 in Folldal statt.

## Männer

### Einzel (20 km)
| Platz | Starter               | Zeit | Schießfehler |
| ----- | --------------------- | ---- | ------------ |
| 1     | Emil Hegle Svendsen   |      |              |
| 2     | Magne Torleif Rønning |      |              |
| 3     | Ole Einar Bjørndalen  |      |              |
| 4     |                       |      |              |
| 5     |                       |      |              |
| 6     |                       |      |              |

Start: 29. März 2007

### Sprint (10 km)
| Platz | Starter               | Zeit  | Schießfehler |
| ----- | --------------------- | ----- | ------------ |
| 1     | Ole Einar Bjørndalen  | 23:07 | 2+0          |
| 2     | Magne Torleif Rønning | +0:19 | 0+1          |
| 2     | Stian Eckhoff         | +0:19 | 0+1          |
| 4     | Hans Martin Gjedrem   | +0:44 | 1+0          |
| 5     | Emil Hegle Svendsen   | +0:45 | 1+1          |
| 6     | Frode Andresen        | +0:42 | 1+2          |

Start: 30. März 2007

### Verfolgung (12,5 km)
| Platz | Starter               | Zeit  | Schießfehler |
| ----- | --------------------- | ----- | ------------ |
| 1     | Ole Einar Bjørndalen  | 52:41 | 0+0+1+1      |
| 2     | Stian Eckhoff         | +0:32 | 0+0+1+1      |
| 3     | Magne Torleif Rønning | +0:43 | 0+0+1+1      |
| 4     | Emil Hegle Svendsen   | +1:31 | 0+0+2+0      |
| 5     | Hans Martin Gjedrem   | +2:24 | 2+0+1+1      |
| 6     | Rune Brattsveen       | +2:38 | 0+0+3+0      |

Start: 31. März 2007

### Staffel (4 × 7,5 km)
| Platz | Starter                                                                          | Region            | Zeit    |
| ----- | -------------------------------------------------------------------------------- | ----------------- | ------- |
| 1     | Halvard Hanevold Lars Stensløkken Martin Eng Stian Eckhoff                       | Oslo & Akershus 1 | 1:13:43 |
| 2     | Stian Nåvik Knut Kuvaas Breivik Steinar Eidem Emil Hegle Svendsen                | Sør-Trøndelag 1   | +0:36   |
| 3     | Frode Andresen Anders Brun Hennum Eirik Robert Christiansen Ole Einar Bjørndalen | Buskerud 1        | +0:42   |
| 4     | Rune Skog Hans Prøsch Rune Morten Johansen Alexander Os                          | Troms 1           | +0:43   |
| 5     | Vegard Hansen Egil Gjelland Sindre Hansen Tor-Halvor Bjørnstad                   | Hordaland 1       | +2:33   |
| 6     | Sondre Flaa Eieland Jon Kristian Svaland Lars Helge Birkeland Anstein Mykland    | Agder 1           | +2:39   |

Start: 1. April 2007

## Frauen

### Einzel (15 km)
| Platz | Starter                 | Zeit  | Schießfehler |
| ----- | ----------------------- | ----- | ------------ |
| 1     | Tora Berger             | 43:46 | 0+0+0+2      |
| 2     | Anne Ingstadbjørg       | +0:16 | 0+0+0+1      |
| 3     | Julie Bonnevie-Svendsen | +1:13 | 0+2+0+2      |
| 4     | Ann Kristin Flatland    | +1:31 | 0+1+0+0      |
| 5     | Jori Mørkve             | +1:50 | 2+1+1+0      |
| 6     | Gunn Margit Andreassen  | +1:56 | 0+1+1+1      |

Start: 28. März 2007

### Sprint (7,5 km)
| Platz | Starter                 | Zeit  | Schießfehler |
| ----- | ----------------------- | ----- | ------------ |
| 1     | Julie Bonnevie-Svendsen | 20:53 | 0+1          |
| 2     | Anne Ingstadbjørg       | +0:12 | 0+0          |
| 3     | Liv Kjersti Eikeland    | +0:17 | 0+1          |
| 4     | Jori Mørkve             | +0:27 | 3+0          |
| 5     | Borghild Ouren          | +0:48 | 0+1          |
| 6     | Ada Ringen              | +0:58 | 0+2          |

Start: 30. März 2007

### Verfolgung (10 km)
| Platz | Starter                 | Zeit  | Schießfehler |
| ----- | ----------------------- | ----- | ------------ |
| 1     | Jori Mørkve             | 50:28 | 1+1+1+0      |
| 2     | Julie Bonnevie-Svendsen | +0:09 | 1+1+1+2      |
| 3     | Anne Ingstadbjørg       | +0:21 | 0+1+1+2      |
| 4     | Liv Kjersti Eikeland    | +0:35 | 0+0+2+2      |
| 5     | Gunn Margit Andreassen  | +1:30 | 1+0+1+0      |
| 6     | Tora Berger             | +1:56 | 0+2+0+0      |

Start: 31. März 2007

### Staffel (3 × 6 km)
| Platz | Starter                                                             | Region            | Zeit  |
| ----- | ------------------------------------------------------------------- | ----------------- | ----- |
| 1     | Elise Ringen Ada Ringen Anne Ingstadbjørg                           | Nord-Trøndelag 1  | 51:50 |
| 2     | Jori Mørkve Anne Mørkve Liv-Kjersti Eikeland                        | Hordaland 1       | +0:09 |
| 3     | Karen Kristoffersen Fanny Welle-Strand Horn Julie Bonnevie-Svendsen | Oslo & Akershus 1 | +0:23 |
| 4     | Solveig Rogstad Borghild Ouren Tora Berger                          | Oppland 1         | +0:50 |
| 5     | Ingrid Nygård Britt Paulsen Liv Iris Sørgård                        | Troms 1           | +3:37 |
| 6     | Marie Hov Karianne Grue Tufte Charlotte Olstad Fossli               | Buskerud 1        | +5:48 |

Start: 1. April 2007